# Dorpsheerlijkheid
Een dorpsheerlijkheid was de heerlijkheid waar de kerk lag. Deze kon uit één of meerdere parochies en heerlijkheden bestaan, waarvan de grondgebieden op één of meerdere kasselrijen konden liggen.
De dorpsheerlijkheid had de hoogste justitiegraad. Zij beschikte over een rechtbank of vierschaar, samengesteld uit een baljuw en meerdere schepenen. De schepenen vormden onderling de schepenbank.
De heerlijkheden werden in de Nederlanden afgeschaft na de Bataafse Revolutie.